# Oe-Cusse Ambeno

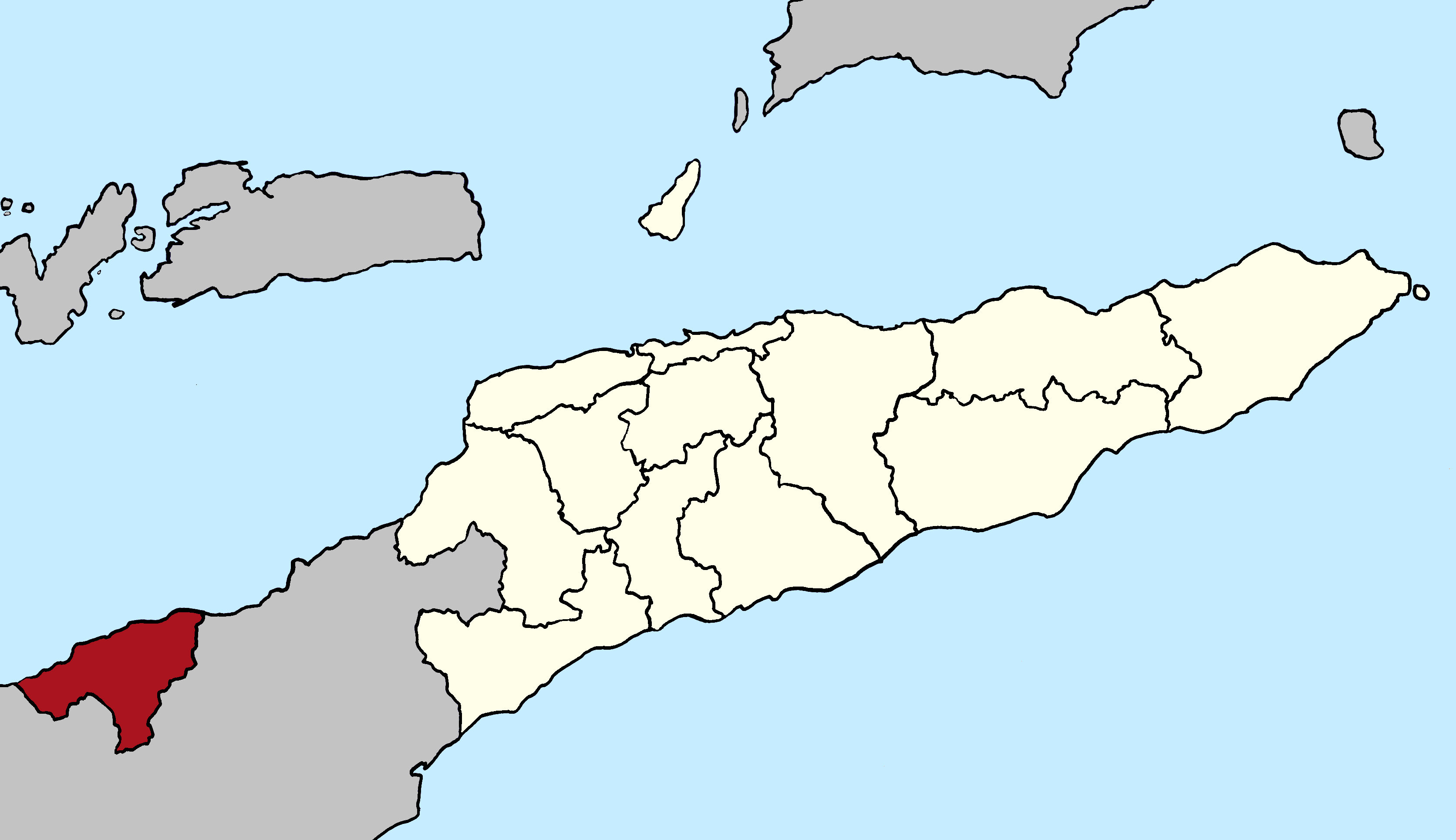
Karta med Oe-Cusse Ambeno markerat i rött.

Oe-Cusse Ambeno är en särskild administrativ region i Östtimor på nordkusten, en exklav i den västra delen av Timor skild från Östtimor. Distriktets huvudstad är Pante Makasar.

## Historik
Den portugisiske sjöfararen António de Abreu landsteg på denna kust 1512. Tre år senare anlände en portugisisk expedition till byn Lifau och markerade platsen med en Padrão (minnessten).
År 1999 röstade 80 procent av det östtimoresiska folket för självständighet efter 24 års ockupation av Indonesien. Den indonesiska militären svarade med att förstöra infrastrukturen och två tredjedelar av alla hem.

## Transporter
Två gånger i veckan kan man åka till huvudstaden Dili med passagerarflyg, vilket tar ca 35 minuter. Det går även båtar vilket tar uppemot 12 timmar men är betydligt billigare. 